# Kriegsgeschädigtenfonds
Der Kriegsgeschädigtenfonds war ein Fonds der Ersten Republik Österreich nach dem Ersten Weltkrieg.
Auf Grund eines Gesetzes vom Jahr 1919 wurde der Kriegsgeschädigtenfonds als Stiftungsfonds gebildet. Der Fonds mit Sitz in Wien wurde durch Übernahme des Vermögens des Hauses Habsburg gebildet. Der Reinertrag aus dem Fonds sollte den kriegsgeschädigten Witwen und Waisen des Ersten Weltkrieges zur Unterstützung zukommen.
In dem Gesetz wurde allerdings die Möglichkeit offengelassen, Güter aus Gründen der staatlichen Kunstpflege oder weil sie öffentlichen Verwaltungszwecken dienen sollten, vom Fonds auszuscheiden.
Ein Beispiel einer dem Fonds gehörenden Liegenschaft war der Lainzer Tiergarten. Der vor dem Ruin stehende Fonds wollte den Tiergarten zu Geld machen. Im Jahr 1937 wurde der Fonds aufgelöst.